# Mertens (Texas)
Mertens es un pueblo ubicado en el condado de Hill en el estado estadounidense de Texas. En el Censo de 2010 tenía una población de 125 habitantes y una densidad poblacional de 110,69 personas por km².

## Geografía
Mertens se encuentra ubicado en las coordenadas 32°3′33″N 96°53′39″O / 32.05917, -96.89417. Según la Oficina del Censo de los Estados Unidos, Mertens tiene una superficie total de 1.13 km², de la cual 1.13 km² corresponden a tierra firme y (0.23%) 0 km² es agua.

## Demografía
Según el censo de 2010, había 125 personas residiendo en Mertens. La densidad de población era de 110,69 hab./km². De los 125 habitantes, Mertens estaba compuesto por el 82.4% blancos, el 0% eran afroamericanos, el 0% eran amerindios, el 0% eran asiáticos, el 0% eran isleños del Pacífico, el 13.6% eran de otras razas y el 4% pertenecían a dos o más razas. Del total de la población el 30.4% eran hispanos o latinos de cualquier raza.